# Галя Павлова
Галя Павлова е българска оперна певица – мецосопран.

## Биография
Родена е в София. Завършва Средното музикално училище и Националната музикална академия – София със специалност оперно пеене в класа на проф. Мати Пинкас.
Дебютира в Старозагорската опера в ролята на Адалджиза от „Норма“ на Белини.
Репертоарът ѝ включва роли из опери на Моцарт, Глук, Верди, Росини, Пучини, Белини, Чайковски, Бизе, Масне, Сен-Санс, Де Файя и Вагнер. Има и солови изяви в кантатно-ораториалния жанр: „Реквием“ на Моцарт, „Матеус пасион“ и „Магнификат“ от Й. С. Бах, „Реквием“ от Верди.
Галя Павлова-Ботева започва творческата си кариера от оперния театър в Стара Загора. По-късно се изявява и на сцените на София и Пловдив.
От 1998 г. с Варненската опера гастролира в Гърция, Турция, Швейцария, Германия. Многократно участва във фестивала „Димитрия“, Солун. Там прави и запис на Симфония № 3 от Густав Малер.
През 2000 г. записва и изпява за първи път в България и за втори път в света „La Vierge“ („Девата“) от Жул Масне.
През 2003 г. изнася концерти като солист с Лиможкия симфоничен оркестър из цяла Франция.
През 2005 г. участва във „Великденския фестивал“ в Москва. С „Големите български гласове“ участва в концерти в Монреал и Торонто. Концертира в Дания, Италия, Испания и др. С Кьолнски симфоничен оркестър изпълнява „Реквием“ на Моцарт в Германия, Испания и Швейцария. Изпълнява многократно „Любовна магия“ на де Файя с диригентите Жоал Памиес, Рикардо Авербах и Ги Кондет.
В продължение на 7 години е солист на Opera Toscana festival в Италия. Има многобройни участия с квартет „Еолина“ и др.
През април 2011 г. участва като солист със Симфоничния оркестър на БНР в изпълнението на „Стабат матер“ от Росини. За това изпълнение в. „Култура“ пише: „Висока оценка заслужава Facutportem на Галя Павлова с вкус към детайла, музикален изказ с множество фини емоционални нюанси, предаващи широк спектър на мъка и печал.“ Същото произвединие изпълнява и през април 2013 г. като солист с Плевенската филхармония.
През май 2013 Галя Павлова участва в изпълнението на Девета симфония на Бетовен като солист със Софийската филхармония под специалното диригентство на Любка Биаджони цу Гутенберг. Концертът е посветен на Деня на Европа.
През октомври същата година участва като солист в Концерт по случай 170 години от рождението на Едвард Григ, заедно с камерен ансамбъл „Софийски солисти“, под диригентството на проф. Пламен Джуров. Концертът е осъществен със съдействието на „Аркитети музикали“ и посолството на Кралство Норвегия и е открит от посланичката му Н. Пр. г-жа Гюру Катарина Викьор.
През март 2015 г. изпълнява „Стабат Матер“ на Перголези в Католическата църква в Плевен.
През декември 2019 участва като солист в концертното изпълнение на операта „Евгений Онегин“ на Чайковски с оркестъра на БНР – част от програмата на Новогодишния музикален фестивал в НДК.

## Записи
През 1994 г. Галя Павлова-Ботева прави записи за фирма „Гега“ – ролята на Полина из операта „Дама Пика“ от Чайковски и ролята на Кончаковна из операта „Княз Игор“ от Бородин.
Записва Симфония № 3 от Густав Малер в Солун.
Записва „La Vierge“ („Девата“) от Жул Масне. Записът е осъществен и излъчен от Канал 1 на БНТ.
Записва още „Глория“ от Вивалди и „Последните думи на Исус на кръста“ от Хайдн, операта „Сестра Беатрис“ от Митрополус, „Любовна магия“ на Мануел де Файя и др.
Има записи за БНР и БНТ.

## Други дейности
През 2007 г. Галя Павлова, заедно със съпруга си Евгений Ботев, създава сдружение „Арте Либеро“. Сдружението се занимава с представянето на млади таланти в различни музикално-сценични жанрове (поп, джаз, опера, оперета, мюзикъл и др.), взаимодействайки си с другите изкуства , и периодично организира концерти и различни музикални програми.